# Ngô Triều Huy
Ngô Triều Huy (tiếng Trung: 吴朝晖; bính âm: Wú Zhāohuī; sinh tháng 12 năm 1966) là một nhà khoa học máy tính người Trung Quốc. Ông là một giáo sư từng là Hiệu trưởng Đại học Chiết Giang từ năm 2015. Ông được bầu vào Viện Hàn lâm Khoa học Trung Quốc năm 2017.

## Tiểu sử
Ngô Triều Huy sinh ra tại Ôn Châu, Chiết Giang vào tháng 12 năm 1966. Cha của ông là Ngô Học Quyền là giám đốc học tập của trường trung học số 7 Ôn Châu. Ông có một em gái. Ông vào Đại học Chiết Giang năm 1984, ông nhận bằng Tiến sĩ trong khoa học máy tính năm 1993.